# 在名古屋トルコ共和国総領事館
在名古屋トルコ共和国総領事館（トルコ語: Türkiye Cumhuriyeti Nagoya Başkonsolosluğu / T.C. Nagoya Başkonsolosluğu、英語: Consulate-General of the Republic of Turkey in Nagoya）は、トルコが日本の愛知県名古屋市に設置している総領事館である。

## 沿革
2019年11月20日、トルコ初の駐日総領事館として開設された。当初は大阪に総領事館が開設される予定であったが、2019年10月30日の官報で発表された大統領決定により大阪に代わって名古屋に設置される運びとなった。11月22日に開催された開設式典では、メヴリュット・チャヴシュオール外務大臣、ハサン・ムラット・メルジャン駐日大使、メフメト・セルタチ・シェンメザイ総領事、大村秀章愛知県知事、河村たかし名古屋市長らが居並んでテープカットが行われ、チャヴシュオール外相のツイッターでもその様子が公開された。

## 所在地
〒460-0008　愛知県名古屋市中区栄3-21-23 KSイセヤビル4階

## 総領事
| 代 | 氏名（日本語）                                                           | 氏名（トルコ語）       | 着任       | 退任      | 備考                                             |
| -- | ------------------------------------------------------------------------ | ---------------------- | ---------- | --------- | ------------------------------------------------ |
| 1  | メフメト・セルタチ・シェンメザイ（メフメット・セルタチ・ソンメズアイ）   | Mehmet Sertaç Sönmezay | 2019年11月 | 2020年9月 | [ 9 ] [ 10 ]                                     |
| -  | ミュニフェ・ダナジュ（ムニフェ・ダナジ）                                 | Münife Danacı          | 2020年9月  | 2021年4月 | 領事（副総領事。総領事不在時に総領事代理を兼任） |
| 2  | ウムット・リュトフィ・エズテュルク（ウムット・リュトフィ・オズテュルク） | Umut Lütfi Öztürk      | 2021年4月  | 2023年8月 | [ 14 ] [ 15 ]                                    |
| 3  | ダムラ・ギュミュシュカヤ                                                 | Damla Gümüşkaya        | 2023年8月  | （現職）  | [ 16 ]                                           |

## 管轄地域
愛知県、岐阜県、福井県、石川県、近畿地方、四国、九州、沖縄県